# Черемисинов, Яков Яковлевич
Я́ков Я́ковлевич Череми́синов (1783 — 30 апреля 1847) — генерал-майор, герой русско-турецкой войны 1828—1829 гг.
Служил в артиллерии и в чине полковника 8-й артиллерийской бригады принимал участие в Отечественной войне 1812 года и Заграничных походах 1813 и 1814 годов. 9 мая 1813 г. награждён орденом св. Георгия 4-й степени (№ 2575 по списку Григоровича — Степанова)
За отличие в сражении с французами при Бауцене.
Командуя 9-й артиллерийской бригадой, произведён был в 1821 году в генерал-майоры, с назначением командиром 3-й бригады 16-й пехотной дивизии. В 1822 году Черемисинов был назначен начальником артиллерии 6-го пехотного корпуса, а в 1826 году — 7-го корпуса. С этим корпусом Черемисинов принял участие в русско-турецкой войне 1828—1829 гг. и 1 июля 1828 г. был пожалован орденом св. Георгия 3-й степени (№ 407 по кавалерским спискам)
В воздаяние отличной храбрости и постояннаго усердия, оказаннаго во все время осады крепости Браилова и в сражении 3 июня 1828 года
Назначенный в 1829 году начальником 3-й артиллерийской дивизии, Черемисинов вышел в отставку в 1830 году и скончался 30 апреля 1847 года.

## Награды
Российские:
- Крест «За победу при Прейсиш-Эйлау» (1807)
- Орден Святого Владимира 4-й степени (26 марта 1808, штабс-капитан)[1]
- Золотая шпага с надписью «За храбрость»(20 июня 1810)[2]
- Орден Святой Анны 2-й степени (26 декабря 1811)[3]
- Орден Святого Георгия 4-й степени (9 мая 1813)[2]
- Орден Святого Владимира 3-й степени (8 марта 1814)[4]
- Орден Святого Георгия 3-й степени (1 июля 1828)[5]
- Орден Святой Анны 1-й степени (19 июля 1828)
- Алмазные знаки к ордену Святой Анны 1-й степени (14 февраля 1829)[6]

Иностранные:
- Орден Почётного легиона, кавалерский крест (Французская империя)
- Военный орден Максимилиана Иосифа, кавалерский крест (королевство Бавария)